# Imunoeditace
Imunoeditace nádorů popisuje vztah mezi nádorovými buňkami a buňkami imunitního systému. Nádor je velmi heterogenní prostředí sestávající z nádorových i nenádorových buněk. Mezi nenádorové buňky se řadí především buňky imunitního systému, např. makrofágy, NK buňky, T lymfocyty atd a dále např. fibroblasty. Pojem imunoeditace zahrnuje tři fáze - eliminace, ustanovení rovnováhy a únik imunitnímu systému. Tyto fáze nejsou striktně rozděleny, nýbrž se navzájem prolínají a jednotlivé buňky nádoru se mohou v jednom okamžiku nacházet v různých fázích.

## Eliminace
Nádorová buňka vzniká mutagenezí či virovou onkogenezí z buňky zdravé. Zpočátku jsou nádorové buňky rozpoznávány a eliminovány imunitním systémem, čehož se účastní jako vrozená, tak adaptivní imunita. Hlavní roli v rozpoznávání a eliminaci nádorových buněk hrají cytotoxické T lymfocyty, které rozpoznávají nádorové antigeny prezentované komplexem MHC I.Důležitým cytokinem ve fázi eliminace je Interferon γ, který se účastní mnoha imunitních dějů, např. aktivace Makrofágů , které mohou následně eliminovat nádorové buňky produkcí dusíkatých radikálů . Většina nádorových buněk je v této fázi eliminována, jsou ovšem i takové, kterým se podaří eliminaci vyhnout a dostávají se tak do fáze rovnováhy.

## Ustanovení rovnováhy
Další fází je ustanovení rovnováhy mezi buňkami nádorovými a buňkami imunitního systému. Jedná se o imunitu dočasnou a dynamickou. Nádorové buňky v dynamické rovnováze jsou imunogenní, na rozdíl od buněk nacházejících se ve fázi úniku imunitního systému, které vykazují sníženou imunogenicitu.V této fázi nedochází ani k přílišnému růstu nádorů, ani k eliminaci nádorových buněk. Imunitní odpověď je vedena především získanou imunitou a to hlavně CD4+ T lymfocyty a CD8+ T lymfocyty, z cytokinů jsou to pak IFN-γ, IL-12 a IL-23. IL-12 a IL-23 působí antagonisticky, kdy IL-12 podporuje Th1 buňky, čímž zabraňuje nádorovému bujení, oproti tomu IL-23 podporuje přetrvávání a růst nádorů.V téhle fázi může nádor přetrvávat dlouho dobu.

## Únik imunitnímu systému
Nádorová buňka může porušit danou rovnováhu tím, že si vyvine mechanismus, kterým se skryje imunitnímu systému. Pokud se nádorovým buňkám podaří vyhnout se pomocí daných mechanismů imunitnímu systému, dochází k růstu nádoru. Mezi způsoby, jakými nádory mohou unikat imunitnímu systému patří:
1. Snížení či úplná ztráta exprese klasických MHC I [8]
2. Zvýšení exprese neklasických MHC I
3. Ustanovení nádorového mikroprostředí [9]
4. Produkce cytokinů způsobující apoptózu aktivovaných T lymfocytů [10]
5. Genomová nestabilita [11][12]

### Snížená exprese MHC I
- Snížení exprese klasických MHC I (HLA-A, HLA-B a HLA-C) je jedním z nejdůležitějších mechanismů úniku imunitnímu systému. Dochází k němu až u 90 % nádorů [13]. Komplex MHC I je důležitý pro prezentaci antigenních peptidů cytotoxickým T lymfocytům. Při snížení exprese MHC I nejsou T lymfocyty schopny vést efektivní imunitní odpověď, proto jsou nádorové buňky schopny uniknout imunitnímu systému. Ke snížení MHC I dochází nejrůznějšími způsoby. Často je způsobeno epigenetickými změnami a to především změnami v metylaci[14] a acetylaci[15]. Dále může být snížení způsobeno například změnami v expresi určitých transkripčních genů[16], změnami v expresi onkoproteinů[17] či změnami ve strukturách genů/chromozomů[18].

### Neklasické MHC I
- U některých nádorů dochází při snížení exprese klasických MHC zároveň ke zvýšení exprese neklasických MHC I (HLA-E, HLA-F a HLA-G).[19] HLA-E a HLA-G mohou poté interagovat s NK buňkami a bránit tak jejich aktivaci [20][21]. Nádorové buňky jsou pak schopny unikat imunitní odpovědi vedené buňkami NK [22].

### Nádorové mikroprostředí
- Nádorové mikroprostředí je oblast obklopující samotné nádorové buňky. V případě některých nádorů tvoří samotné nádorové buňky pouze menšinu buněk v nádoru [23]. Buňky nádorového mikroprostředí napomáhají rozvoji nádoru například produkcí růstových faktorů[24] či faktorů zodpovědných za neovaskularizaci [25].